# François Couperin
François Couperin (phát âm tiếng Pháp: [fʁɑswa kupʁɛ]) (10 tháng 11, năm 1668 - 11 tháng 9 năm 1733) là một nhà soạn nhạc Baroque Pháp. Ông được biết đến như Couperin le Grand ("Couperin Vĩ đại") để phân biệt ông với các thành viên khác của gia đình tài năng âm nhạc Couperin.
Couperin sinh ra ở Paris. Ông đã được giảng dạy bởi cha mình, Charles Couperin, người đã chết khi François là 11, và mẹ là Jacques Thomelin. Năm 1685 ông trở thành người đánh đàn ống (organist) ở nhà thờ Saint-Gervais, Paris, một vị trí mà ông thừa hưởng từ cha của mình và rằng ông sẽ truyền lại cho anh em họ của ông, Nicolas Couperin. Các thành viên khác của gia đình sau này cũng nắm giữ cùng vị trí. Năm 1693, nối tiếp thầy giáo Thomelin Couperin của mình, ông giữ vị trí người đánh đàn ống ở Royale Chapelle (Royal Chapel) với chức vụ organiste du Roi, organist được bổ nhiệm bởi Louis XIV.
Năm 1689, Couperin kết hôn với Marie-Anne Ansault (lúc đó ông mới 21), năm 1698, ông biết đến cái tên Jean-Philppe Rameau 15 tuổi và sau này ông là ảnh hưởng của Rameau.
Năm 1717 Couperin đã trở thành organist và nhà soạn nhạc triều đình, với chức vụ ordinaire de la musique de la chambre du Roi. Cùng với đồng nghiệp, Couperin đã biểu diễn một buổi hòa nhạc hàng tuần, thường vào ngày Chủ nhật. Nhiều buổi hòa nhạc được biểu diễn dưới dạng tổ khúc cho violin, viol, bassoon, oboe và đàn clavico, mà ông là một nhạc công bậc thầy. 
Năm 1720, sức khỏe ông giảm sút, tác phẩm cuối cùng của ông viết vào năm 1728. Couperin qua đời tại Paris năm 1733 ở tuổi 64, trong suốt cuộc đời của mình, ông dành chúng cho Paris.

## Sáng tác
Cuốn sách nổi tiếng nhất của ông L'art de toucher le clavecin ("The Art of Harpsichord Playing", xuất bản năm 1716) nội dung nói về các kỹ thuật chơi nhạc cụ dây phím.
Bốn bộ sưu tập của ông về đàn harpsichord xuất bản tại Paris vào các năm 1713, 1717, 1722 và 1730 có hơn 230 miếng về phong cách chơi solo hay dàn nhạc.